# Athens Grand Prix 2009
Athens Grand Prix 2009 – mityng lekkoatletyczny, który odbył się 13 lipca na Stadionie Olimpijskim w Atenach. Zawody zaliczane były do cyklu World Athletics Tour i posiadały rangę Grand Prix IAAF.

## Rezultaty

### Mężczyźni
| Konkurencja           | 1. miejsce            | 1. miejsce | 2. miejsce          | 2. miejsce | 3. miejsce          | 3. miejsce |
| --------------------- | --------------------- | ---------- | ------------------- | ---------- | ------------------- | ---------- |
| 100 m                 | Ivory Williams        | 9,95       | Mark Jelks          | 9,99       | Travis Padgett      | 10,09      |
| 200 m                 | Mark Jelks            | 20,28      | Stéphane Buckland   | 20,33      | Shawn Crawford      | 20,42      |
| 400 m                 | LaShawn Merritt       | 44,54      | David Neville       | 45,14      | Gary Kikaya         | 45,29      |
| 800 m                 | Asbel Kipruto Kiprop  | 1:43,48    | Ismail Ahmed Ismail | 1:43,82    | Gary Reed           | 1:43,95    |
| 3000 m z przeszkodami | Brimin Kiprop Kipruto | 8:03,17    | Ezekiel Kemboi      | 8:05,14    | Tareq Mubarak Taher | 8:06,13    |
| 110 m przez płotki    | Joel Brown            | 13,18      | Ryan Brathwaite     | 13,22      | Eric Mitchum        | 13,34      |
| 400 m przez płotki    | Isa Phillips          | 48,09      | L.J. van Zyl        | 48,18      | Danny McFarlane     | 48,53      |
| Skok wzwyż            | Iwan Uchow            | 2,34       | Jaroslav Bába       | 2,31       | Jesse Williams      | 2,28       |
| Skok w dal            | Fabrice Lapierre      | 8,24 +0,2  | Loúis Tsátoumas     | 8,21 -0,1  | Brian Johnson       | 8,16 +0,1  |
| Rzut oszczepem        | Vadims Vasiļevskis    | 88,33      | Ainārs Kovals       | 80,72      | Ēriks Rags          | 79,98      |

### Kobiety
| Konkurencja           | 1. miejsce              | 1. miejsce | 2. miejsce               | 2. miejsce | 3. miejsce               | 3. miejsce |
| --------------------- | ----------------------- | ---------- | ------------------------ | ---------- | ------------------------ | ---------- |
| 100 m                 | Veronica Campbell-Brown | 10,96      | Carmelita Jeter          | 11,02      | Debbie Ferguson-McKenzie | 11,04      |
| 400 m                 | Novlene Williams-Mills  | 50,05      | Monica Hargrove          | 50,39      | Amy Mbacke Thiam         | 50,72      |
| 1500 m                | Maryam Yusuf Jamal      | 3:58,72    | Oksana Zbrożek           | 4:02,40    | Kalkidan Gezahegne       | 4:02,98    |
| 3000 m z przeszkodami | Gulnara Gałkina         | 9:17,86    | Gladys Jerotich Kipkemoi | 9:26,03    | Lydia Jebet Rotich       | 9:26,51    |
| Skok wzwyż            | Marina Aitowa           | 1,99       | Amy Acuff                | 1,95       | Wiktoria Klugina         | 1,91       |
| Skok o tyczce         | Swietłana Fieofanowa    | 4,68       | Julia Gołubczikowa       | 4,53       | Chelsea Johnson          | 4,48       |
| Trójskok              | Yargelis Savigne        | 15,00 +1,1 | Anna Piatych             | 14,37 +1,4 | Dana Veldáková           | 14,34 -0,6 |
| Pchnięcie kulą        | Nadzieja Astapczuk      | 19,68      | Nadine Kleinert          | 19,67      | Michelle Carter          | 18,16      |